# Yondr
Yondr (prononcé [ jɔːndɚɹ]) est une société américaine fondée par Graham Dugoni en 2014 qui fabrique des étuis pour téléphones mobiles et smartphones. Ces étuis se ferment avec un verrou exclusif et un dispositif permettant de les déverrouiller pour empêcher son usage dans certains lieux.

## Activité
La startup californienne (basée à San Francisco) Yondr produit et diffuse de simples housses, disponibles en trois tailles différentes, équipées d’un système de loquet automatique et dans lesquelles l’utilisateur place son téléphone (simple mobile ou smartphone). Cela permet à l'utilisateur de garder l'appareil en sa possession quand il entre dans une zone où les téléphones sont interdits, car la housse se verrouille par elle-même. Pour retrouver l'usage de son appareil, l'utilisateur doit sortir du périmètre pour que cette housse se débloque.

## Clientèle

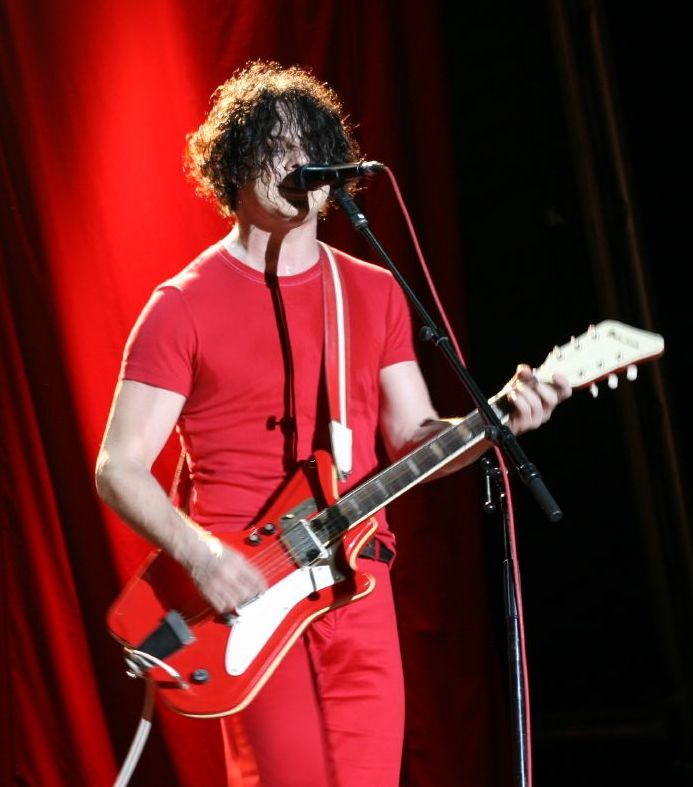
Jack White

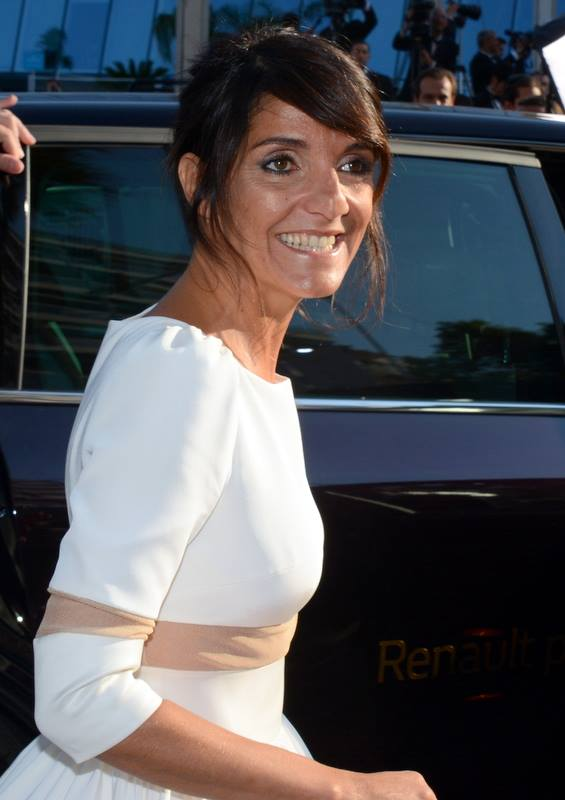
Florence Foresti

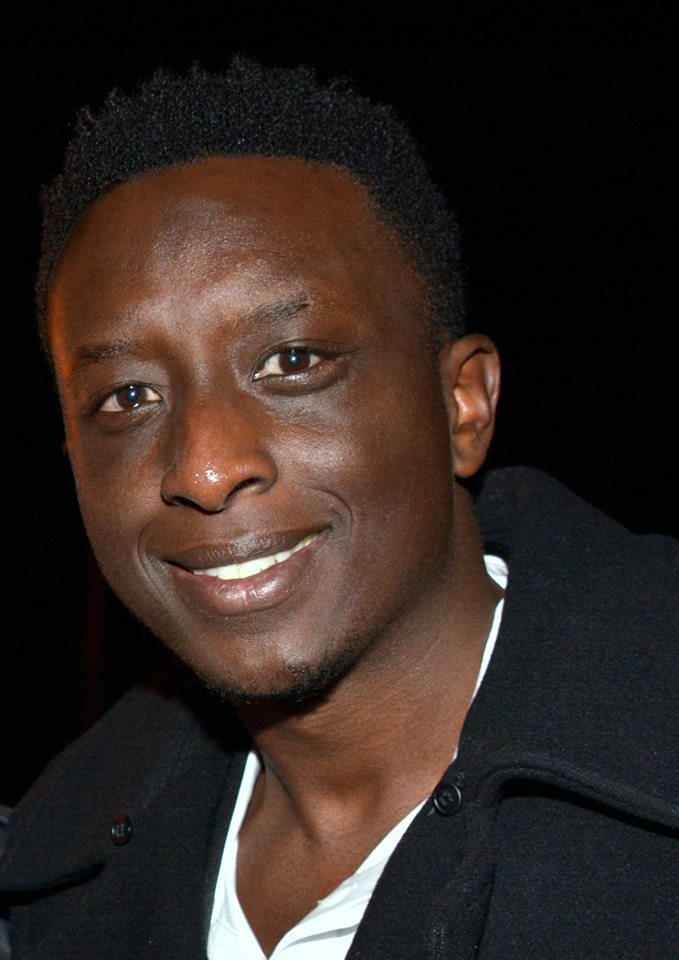
Ahmed Sylla

Yondr vend son produit à de nombreux artistes et organisateurs de concerts, notamment aux États-Unis. Ces artistes considèrent être dérangés par l'usage des mobiles et des portables par des spectateurs qui filment sans autorisation une partie, voire la totalité de leurs spectacles. 
Le créateur du produit, l'ancien footballeur professionnel américain, Graham Dugoni, présente ce produit en ces termes : « Si on interdit les téléphones sous peine d’exclusion et qu’une personne se fait effectivement éjecter, cela crée encore plus de tensions. C’est proposer une solution ambiguë pour quelque chose qui est intégré. Yondr crée une barrière physique renforcée par une règle commune à tous, acceptée en entrant dans un lieu où la création artistique est alors sacralisée et l’artiste protégé. Phénoménologiquement, cela a du sens. »
En France, le musicien, producteur et acteur américain, Jack White est un des premiers artistes à l'exporter et à l'utiliser dans une salle de concert parisienne de l'Olympia, lors d'une soirée organisée en juillet 2018. La société Yondr compte parmi ses clients des professeurs de l’université Paris-Sud qui désirent limiter l'usage des portables durant les cours.
L'humoriste et actrice française Florence Foresti déclare être la première artiste française à utiliser ce dispositif « anti portable » durant son one woman show organisé dans la salle de spectacle du Paradis latin à Paris. Lors d'une interview à la presse, la manager de Florence Foresti prédit une généralisation de la méthode. 
Peu de temps après Florence Foresti, l'artiste Ahmed Sylla a pris la même décision lors de la tournée de son nouveau spectacle lors de sa prestation à Hem dans le département du Nord.
Aux USA, la chanteuse Madonna a également utilisé ce dispositif lors de ses derniers concerts en 2019[réf. souhaitée].
Ghost (groupe) entame en 2025 la tournée mondiale pour présenter son nouvel album Skeletá (en).
Le chanteur s'explique "je veux que nos concerts restent des expériences immersives et authentiques. Pour leur gigantesque tournée 2025, le groupe suédois a instauré une règle stricte : aucun téléphone autorisé dans la fosse. Une décision que Tobias Forge, leader, a récemment justifiée en expliquant qu’il est devenu "très difficile d’obtenir l’attention du public".

## Polémique
À la suite d'une enquête effectuée en 2016 par le magazine d'actualité hebdomadaire français, L'Obs, afin de connaitre l'opinion du public et des artistes sur ce produit et ce dispositif, on apprend que l’anthropologue américaine Wendy Fonarow, avait déclaré dans le journal anglophone The Guardian en septembre 2013 « qu'il n’y a rien de mal à utiliser son téléphone pendant un concert » et indique que « c'est même valorisant pour les spectateurs » qui veulent ainsi prouver qu’ils ont bien assisté au concert.
 
Cette même enquête révèle que le rappeur français Youssoupha prend une direction opposée à cette procédure qui consiste à ensacher les portables et décide même d’intégrer complètement le smartphone à sa prestation scénique.